# Sillsjön (Svinhults socken, Östergötland)
Sillsjön är en sjö i Ydre kommun i Östergötland och ingår i Motala ströms huvudavrinningsområde. Vid provfiske har abborre och sutare fångats i sjön.